# Edgewood (Maryland)
Edgewood es un lugar designado por el censo ubicado en el condado de Harford en el estado estadounidense de Maryland. En el año 2010 tenía una población de 25562 habitantes y una densidad poblacional de 547,37 personas por km².

## Geografía
Edgewood se encuentra ubicado en las coordenadas 39°25′49″N 76°18′20″O / 39.43028, -76.30556. Según el United States Census Bureau, el CDP tiene un área total de 18.0 millas cuadradas (46,7 km ²), de los cuales, 17.9 millas cuadradas (46,4 km ²)  son tierra y 0.1 millas cuadradas (0,3 km ²) (0.55% ) es el agua.

## Demografía
Según la Oficina del Censo en 2000 los ingresos medios por hogar en la localidad eran de $47.150 y los ingresos medios por familia eran $50.276. Los hombres tenían unos ingresos medios de $36.076 frente a los $27.214 para las mujeres. La renta per cápita para la localidad era de $17.943. Alrededor del 10,9% de la población estaba por debajo del umbral de pobreza.